# Sim Iness
Simeon Garland „Sim” Iness (ur. 9 lipca 1930 w Keota w Oklahomie, zm. 23 maja 1996 w Porterville w Kalifornii) – amerykański lekkoatleta, specjalista rzutu dyskiem, mistrz olimpijski z Helsinek w 1952.
Jako dziecko przeniósł się w 1934 wraz z rodzicami z Oklahomy do Tulare w Kalifornii. Przeprowadzka była wymuszona przez kryzys w ojczystym rejonie wywołany klęskami burz pyłowo-piaskowych znanymi jako Dust Bowl. W Kalifornii zaprzyjaźnił się z innym lekkoatletą, późniejszym mistrzem olimpijskim Bobem Mathiasem. Uczęszczał na Uniwersytet Południowej Kalifornii.
Na igrzyskach olimpijskich w 1952 w Helsinkach zwyciężył pokonując faworytów Adolfo Consoliniego z Włoch i swego rodaka Fortune Gordiena. Ustanowił rekord olimpijski wynikiem 55,03 m.
20 czerwca 1953 ustanowił rekord świata w Lincoln rzutem na odległość 57,93 m. Był akademickim mistrzem Stanów Zjednoczonych (NCAA) w 1952 i 1953.
Po zakończeniu kariery pracował jako trener lekkoatletyczny.